# Gymnase de Linnanmaa
 (avril 2025).
Si vous disposez d'ouvrages ou d'articles de référence ou si vous connaissez des sites web de qualité traitant du thème abordé ici, merci de compléter l'article en donnant les références utiles à sa vérifiabilité et en les liant à la section « Notes et références ».
Le gymnase de Linnanmaa (en finnois : Linnanmaan liikuntahalli) est un gymnase dans le quartier de Linnanmaa à Oulu en Finlande.

## Présentation
Le gymnase dispose d'une grande salle de sport qui peut être divisée en quatre parties avec un parquet flexible d'une longueur de 55 mètres, d'une largeur de 26,5 mètres et d'une hauteur de 12,5 mètres. 
La salle dispose de 118 places dans l'auditorium du deuxième étage, en plus d'un auditorium télescopique de 228 places.
La salle de musique séparée avec des murs couverte de miroirs et un équipement de sonorisation a une superficie de 150 m2. 
De plus, le bâtiment dispose de salles de réunion, de plusieurs vestiaires et de toilettes.